# 희망근로사업
희망근로사업(希望勤勞事業)은 대한민국 행정안전부에서 주관하여 대한민국의 지방자치단체별로 사회적 공공일자리를 만드는 사업이다. 월 임금 90만원 내외에서 지급되며 임금의 반은 다시 지역경제 활성화를 위한 '희망근로 상품권'으로 지급되어 즉각적인 구매가 이루어지게 하였다.
2009년 5월에 1차 사업이 시작되어 2009년 10월에 종료되었으며 2차 희망근로 프로젝트는 2010년 2월에 시작되었다.